# ناو کلاس سوردلاو
کروزر کلاس سوردلاو (به انگلیسی: Sverdlov-class cruiser) یک کلاس از کشتی است که طول آن 210 m overall, 205 m waterline می‌باشد.